# Manuel Mendes (escritor)
Manuel Joaquim Mendes (Santa Engrácia, Lisboa, 18 de janeiro de 1906 — Coração de Jesus, Lisboa, 4 de maio de 1969) foi um escritor, escultor e político português.

## Biografia
Nasceu a 18 de janeiro e foi batizado a 19 de março de 1906, na freguesia de Santa Engrácia, em Lisboa. Era filho do comerciante José Joaquim Mendes, natural de Mogadouro (freguesia de Valverde), e de Adelaide do Nascimento Mendes, doméstica, natural de Lisboa (freguesia dos Anjos).
Terminou os seus estudos secundários no Liceu Gil Vicente, tendo posteriormente entrado e estado na Faculdade de Letras da Universidade de Lisboa. Não terminou o seu curso em história e filosofia devido à greve estudantil de 1931.
A 6 de fevereiro de 1932, casou civilmente em Lisboa com Berta Júlia das Neves (Pena, Lisboa, c. 1908), filha do encadernador José Júlio das Neves, natural da Guarda (freguesia de São Vicente), e de Gertrudes da Piedade Coelho, doméstica, natural de Sobral de Monte Agraço (freguesia de Santo Quintino). Foi padrinho de casamento o escultor Diogo de Macedo. Em 1949, Manuel Mendes foi padrinho de casamento de Mário Soares e Maria Barroso.
Morreu a 4 de maio de 1969, na freguesia do Coração de Jesus, em Lisboa.
A 30 de outubro de 1987, foi agraciado, a título póstumo, com o grau de Grande-Oficial da Ordem da Liberdade.

### Como político

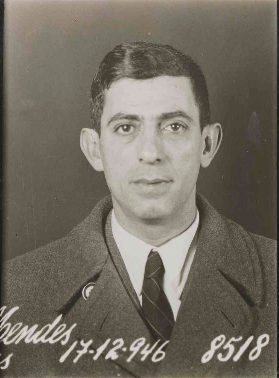
Manuel Mendes: Fotografia do processo da PIDE

Teve papel importante na formação do Movimento de Unidade Democrática (MUD), ao ser um dos organizadores da reunião efetuada em 8 de agosto de 1945, que deu origem a esse movimento.
A sua atividade política levou-o a ser detido pela PIDE:
- Em 31 de janeiro de 1948, devido à sua participação no MUD, tendo sido libertado em 28 de fevereiro de 1948, sem ser sujeito a julgamento;
- Em 15 de fevereiro de 1949, devido à sua participação na propaganda da oposição durante as eleições presidenciais de 1949, tendo sido libertado em 23 de março de 1949, sem ser sujeito a julgamento;
- Em 16 de dezembro de 1949, «para averiguações» e libertado no mesmo dia.[7]

### Como escritor
Publicou diversas obras de ficção, crónicas e estudos sobre artistas plásticos e sobre diversos escritores.

### Como escultor
Participou em exposições como as Exposições Gerais de Artes Plásticas nos anos de 1946 e 1947 e também na exposição do Salão dos Independentes.

## Obras

### Contos
- Bairro (1945)
- Estrada (1952)
- Segundo Livro do Bairro (1958)
- Terceiro Livro do Bairro (1961)

### Romances
- Pedro, romance de um vagabundo (1954)
- Alvorada (1955)

### Crónicas
- Roteiro Sentimental:
  - I - Douro. Lisboa: Sociedade de Expansão Cultural, 1964.
  - II - A Sul do Tejo. Lisboa: Sociedade de Expansão Cultural, 1965.
  - III - Os Ofícios. Lisboa : Seara Nova, 1967.

### Biografias
- Machado de Castro. Lisboa : Cosmos, 1942. Coleção Biblioteca Cosmos, n.º 13.

## Prémios
- Prémio Rodrigues Sampaio em 1960, atribuído pela Associação de Jornalistas e Homens de Letras.[2]